# Fosfit
Un fosfit és una sal química d'àcid fosfòric. L'ió fosfit (PO₃3−) és un ió poliatòmic amb un àtom central de fòsfor amb el fòsfor en un estat d'oxidació de +3.
Com que l'àcid fosforós es troba en un equilibri tautomèric mesclat amb P(OH)₃ i HP(O)(OH)₂, predomina el darrer hi ha alguna confusió en la nomenclatura. La IUPAC recomana que la forma trihidroxi s'anomeni àcid fosforós i la forma dihidroxi es digui àcid fosfònic i les seves sals fosfonats, però malgrat això les sals de HP(O)(OH)₂ sovint s'anomenen fosfits més que no pas fosfonats.
El terme fosfit també es fa servir per a l'èster fosfit, un compost organofosforat de fórmula P(OR)₃.

## Nomenclatura dels ions fosfit
El nom tradicional per HPO₃2− és el de fosfit, i per HPO₂(OH)− és hidrogenfosfit o fosfit àcid. Però la IUPAC recomana que HPO₃2− es digui hidrogenfosfit o fosfonat, HPO₂(OH)− s'ha de dir dihidrogenfosfit o hidrogenfosfonat i el fosfit es reserva per un hipotètic ió PO₃3−.

## Ús en les plantes
Els fosfits inorgànics s'han aplicat a les plantes per combatre similars a fongs patògens de l'ordre Oomicets. Hi pot haver confusió amb els fosfats com fertilitzants i altres